# Eta Lupi
Désignations
Eta Lupi (η Lupi / η Lup) est une étoile triple de la constellation du Loup. Sa magnitude apparente est de 3,41. D'après la mesure de sa parallaxe annuelle par le satellite Hipparcos, le système est situé à environ 440 années-lumière de la Terre. Il est membre du sous-groupe Haut-Centaure Loup de l'association Scorpion-Centaure, qui est l'association d'étoiles massives de types O et B la plus proche du Système solaire.
L'étoile primaire, désignée Eta Lupi A, est une sous-géante bleue-blanc de type spectral B2IV. Son compagnon le plus proche, Eta Lupi B, est une étoile blanche de la séquence principale de type spectral A5Vp, avec la lettre « p » indiquant une particularité chimique dans son spectre. La troisième étoile du système, Eta Lupi C, est une étoile jaune-blanc de la séquence principale de type spectral F5V.